# Unterseeboot 577
L'Unterseeboot 577 ou U-577 est un sous-marin allemand (U-Boot) de type VIIC utilisé par la Kriegsmarine pendant la Seconde Guerre mondiale.
Le sous-marin fut commandé le 8 janvier 1940 à Hambourg (Blohm & Voss), sa quille fut posée le 1er août 1940, il fut lancé le 15 mai 1941 et mis en service le 3 juillet 1941, sous le commandement du Kapitänleutnant Herbert Schauenburg.
L'U-577 n'a ni endommagé ni coulé de navire au cours des trois patrouilles (59 jours en mer) qu'il effectua.   
Il fut coulé en Méditerranée en janvier 1942 par l'aviation britannique.

## Conception
Unterseeboot type VII, l'U-577 avait un déplacement de 769 tonnes en surface et 871 tonnes en plongée. Il avait une longueur totale de 67,10 m, un maître-bau de 6,20 m, une hauteur de 9,60 m et un tirant d'eau de 4,74 m. Le sous-marin était propulsé par deux hélices de 1,23 m, deux moteurs diesel Germaniawerft M6V 40/46 de 6 cylindres en ligne de 1 400 cv à 470 tr/min, produisant un total de 2 060 à 2 350 kW en surface et de deux moteurs électriques BBC GG UB 720/8 de 375 cv à 295 tr/min, produisant un total 550 kW, en plongée. Le sous-marin avait une vitesse en surface de 17,7 nœuds (32,8 km/h) et une vitesse de 7,6 nœuds (14,1 km/h) en plongée. Immergé, il avait un rayon d'action de 80 milles marins (150 km) à 4 nœuds (7,4 km/h; 4,6 milles par heure) et pouvait atteindre une profondeur de 230 m. En surface son rayon d'action était de 8 500 milles nautiques (soit 15 700 km) à 10 nœuds (19 km/h). 
L'U-577 était équipé de cinq tubes lance-torpilles de 53,3 cm (quatre montés à l'avant et un à l'arrière) qui contenait quatorze torpilles. Il était équipé d'un canon de 8,8 cm SK C/35 (220 coups) et d'un canon antiaérien de 20 mm Flak. Il pouvait transporter 26 mines TMA ou 39 mines TMB. Son équipage comprenait 4 officiers et 40 à 56 sous-mariniers.

## Historique
Il reçut sa formation de base au sein de la 7. Unterseebootsflottille jusqu'au 1er octobre 1941, il intégra sa formation de combat dans cette même flottille et fut transféré dans la 29. Unterseebootsflottille le 1er janvier 1942.
Malgré quelques recherches de convois dans l'Atlantique Nord, l'U-577 ne rencontra aucun succès.
Durant la nuit du 22 au 23 décembre 1941, l'U-577 passa le détroit de Gibraltar. Il fit ensuite mouvement vers l'est de la Méditerranée et opéra au large des côtes d'Égypte et de Cyrénaïque.
Le 15 janvier 1942, il fut repéré et coulé à la position géographique 32° 40′ N, 25° 48′ E, par des charges de profondeur lancées d'un Swordfish du Sqn 815 au nord-est de Tobrouk.
Les 43 membres d'équipage meurent dans cette attaque.

## Commandement
- Korvettenkapitän Herbert Schauenburg du 3 juillet 1941 au 15 janvier 1942.

## Affectations
- 7. Unterseebootsflottille du 3 juillet 1941 au 1er octobre 1941 (Période de formation).
- 7. Unterseebootsflottille du 1er octobre 1941 au 31 décembre 1941 (Unité combattante).
- 29. Unterseebootsflottille du 1er janvier 1942 au 15 janvier 1942 (Unité combattante).

## Patrouilles
|       | Commandant                  | Départ           | Départ      | Arrivée          | Arrivée     | Jours    | Succès |
| ----- | --------------------------- | ---------------- | ----------- | ---------------- | ----------- | -------- | ------ |
| 1     | Kptlt. Herbert Schauenburg  | 20 octobre 1941  | Kiel        | 26 novembre 1941 | St. Nazaire | 38 jours |        |
| 2     | Kptlt. Herbert Schauenburg  | 16 décembre 1941 | St. Nazaire | 27 décembre 1941 | Messine     | 12 jours |        |
| 3     | KrvKpt. Herbert Schauenburg | 7 janvier 1942   | Messine     | 15 janvier 1942  | Coulé       | 9 jours  |        |
| Total | Total                       | Total            | Total       | Total            | Total       | 59 jours | 0 t    |

Note : Kptlt. = Kapitänleutnant - KrvKpt. = Korvettenkapitän

### Opérations Wolfpack
L'U-577 opéra avec les Wolfpacks (meute de loups) durant sa carrière opérationnelle.
- Stosstrupp (30 octobre – 1er novembre 1941)
- Raubritter (1-8 novembre 1941)
- Störtebecker (17-22 novembre 1941)